# Іртиський район
Ірти́ський район (каз. Ертіс ауданы, рос. Иртышский район) — адміністративна одиниця у складі Павлодарської області Казахстану. Адміністративний центр — село Іртиськ.

## Населення
Населення — 17379 осіб (2021; 20853 у 2009, 33129 у 1999, 41741 у 1989).

## Історія
Район був утворений 1928 року у складі Павлодарського округу, у період 1930-1932 років — у прямому підпорядкуванні Казакської АРСР.

## Склад
До складу району входить 1 сільська адміністрація та 11 сільських округів:
| Поселення                           | Площа, км² | Населення, осіб (1989) | Населення, осіб (1999) | Населення, осіб (2009) | Населення, осіб (2021) | Центр         | Населені пункти |
| ----------------------------------- | ---------- | ---------------------- | ---------------------- | ---------------------- | ---------------------- | ------------- | --------------- |
| Майконирська сільська адміністрація | -          | 1994                   | 1353                   | 612                    | 342                    | Майконир      | 1               |
| Абайський сільський округ           | -          | 1241                   | 1270                   | 985                    | 760                    | Голубовка     | 1               |
| Агашоринський сільський округ       | -          | 3426                   | 2911                   | 1525                   | 1124                   | Агашорин      | 2               |
| Амангельдинський сільський округ    | -          | 2451                   | 1697                   | 930                    | 623                    | Леніно        | 2               |
| Іртиський сільський округ           | -          | 11062                  | 9395                   | 7772                   | 8070                   | Іртиськ       | 1               |
| Іса-Байзаковський сільський округ   | -          | 4885                   | 4188                   | 1672                   | 1143                   | Іса Байзакова | 3               |
| Каракудуцький сільський округ       | -          | 1876                   | 1570                   | 790                    | 518                    | Каракудук     | 4               |
| Кизилжарський сільський округ       | -          | 2218                   | 2002                   | 1580                   | 1381                   | Кизилжар      | 2               |
| Коскольський сільський округ        | -          | 2397                   | 1772                   | 960                    | 685                    | Косколь       | 2               |
| Панфіловський сільський округ       | -          | 5076                   | 3702                   | 1988                   | 1118                   | Панфілово     | 3               |
| Сєверний сільський округ            | -          | 3148                   | 2139                   | 1334                   | 929                    | Сєверне       | 3               |
| Селетинський сільський округ        | -          | 1967                   | 1130                   | 705                    | 686                    | Селети        | 3               |

## Найбільші населені пункти
Населені пункти з чисельністю населення понад 1000 осіб: 
| № | Населений пункт | Населення, осіб (1989) | Населення, осіб (1999) | Населення, осіб (2009) | Населення, осіб (2021) |
| - | --------------- | ---------------------- | ---------------------- | ---------------------- | ---------------------- |
| 1 | Іртиськ         | 11062                  | 9395                   | 7772                   | 8070                   |
| 2 | Кизилжар        | 1427                   | 1376                   | 1443                   | 1343                   |

## Люди
- Горобець Олексій Федорович (1922—1961) — Герой Радянського Союзу.

## Транспорт
Дороги районного значення:
| Індекс   | Назва                         | Довжина, км |
| -------- | ----------------------------- | ----------- |
| KS-IR-1  | Панфілово - Косагаш           | 17,8        |
| KS-IR-2  | Голубовка - Кизилкак          | 42          |
| KS-IR-3  | Іса Байзакова - Майконир      | 45,1        |
| KS-IR-4  | Іса Байзакова - Шубарат       | 19          |
| KS-IR-5  | Майконир - Бескепе            | 22          |
| KS-IR-6  | Селети - Кизилагаш            | 22          |
| KS-IR-7  | під'їзд до села Агашорин      | 2,1         |
| KS-IR-8  | під'їзд до села Амангельди    | 12,2        |
| KS-IR-9  | під'їзд до села Каракудук     | 6           |
| KS-IR-10 | під'їзд до села Леніно        | 1,7         |
| KS-IR-11 | під'їзд до села Тохта         | 7           |
| KS-IR-12 | під'їзд до села Селети        | 9           |
| KS-IR-13 | під'їзд до села Косколь       | 6           |
| KS-IR-14 | під'їзд до села Кизилжар      | 1,6         |
| KS-IR-15 | під'їзд до села Тогузак       | 4           |
| KS-IR-16 | під'їзд до села Лугове        | 1,5         |
| KS-IR-17 | під'їзд до села Акбетей       | 2           |
| KS-IR-18 | під'їзд до села Іса Байзакова | 1,2         |
| KS-IR-19 | під'їзд до села Костомар      | 0,3         |
| KS-IR-20 | під'їзд до села Ульгулі       | 1,5         |
| KS-IR-21 | під'їзд до села Сєверне       | 1,7         |
| KS-IR-22 | під'їзд до села Караагаш      | 3           |
| KS-IR-23 | під'їзд до села Тобелес       | 6           |
| KS-IR-24 | під'їзд до села Панфілово     | 1,5         |
| KS-IR-25 | під'їзд до села Узинсу        | 1,2         |
| KS-IR-26 | під'їзд до села Бескепе       | 2           |
| KS-IR-27 | під'їзд до села Караоткель    | 1,9         |
| KS-IR-28 | під'їзд до села Интимак       | 1,6         |
| KS-IR-29 | під'їзд до села Кенес         | 2           |
| KS-IR-30 | під'їзд до села Буланбай      | 2,5         |
| KS-IR-31 | під'їзд до села Амангельди    | 16,9        |